# Eleginops maclovinus
El róbalo patagónico o robalito (Eleginops maclovinus), única especie del género Eleginops que a su vez es el único encuadrado en la familia Eleginopsidae (los blénidos patagónicos), es un pez marino del orden Perciformes, antiguamente encuadrado dentro de la familia Nototheniidae pero que actualmente se separa en una familia aparte. Se distribuye por las costas de la Tierra del Fuego, costas de Argentina en el Atlántico y la mitad sur de Chile en el Pacífico.

## Morfología
Es de color marrón en el cuerpo, azulado en el dorso y amarillo plateado en el vientre, aletas dorsales primera y segunda grisáceas, aleta caudal parda con partes distales amarillentas, mientras que la aleta anal es marrón pálido.
La única aleta que tiene espinas es la aleta dorsal, en la que tiene 7 a 8. Puede alcanzar una talla máxima de 90 cm.
) Anatomía
Eleginops maclovinus presenta cuerpo fusiforme, robusto, levemente comprimido (Cousseau, 1998), boca terminal y protráctil (fig. 4) presenta escamas con una configuración ctenoidal (Murillo y Pequeño, 1999) y pseudocicloidal (Pequeño y Moreno, 1979), las cuales recubren casi todo el cuerpo, siendo en la cabeza más pequeñas y no presentándose ni en la boca y ni en la zona suborbital (Cousseau, op. cit.).
Su color es pardo grisáceo, siendo más oscuro en el dorso que en los flancos.  Suele presentar bandas oscuras gruesas y verticales que nacen en el dorso y que se pierden hacia el vientre, el cual es blanquecino (Figura Nº 5).
En peces mayores de 10 cm de longitud se puede observar una sola línea lateral. (Pequeño y Moreno, op cit).

## Hábitat y modo de vida
Es un habitante común del litoral y los estuarios, alimentándose de «choros», crustáceos y gusanos poliquetos.

## Reproducción
Son hermafroditas protándricos, con fecundación externa.